# Nowa Wrona (powiat płoński)
Nowa Wrona – wieś sołecka w Polsce położona w województwie mazowieckim, w powiecie płońskim, w gminie Joniec.
Wieś powstała 1 lipca 1976 w związku z podziałem wsi Nowa Wrona na dwie odrębne miejscowości w dwóch róźnych gminach (a od 1999 także powiatach). Drugą wsią jest Nowa Wrona.
W latach 1975–1998 miejscowość należała administracyjnie do województwa ciechanowskiego.
Obok miejscowości przepływa rzeczka Naruszewka, dopływ Wkry.

## Pomnik przyrody
Na terenie wsi na gruncie prywatnym znajduje się głaz narzutowy wysoki na 2,5 metra „granit średnioziarnisty, czerwony, z żelaznym krzyżem” uznany orzeczeniem nr 12 Prezydium WRN w Warszawie w styczniu 1955 roku za pomnik przyrody.